# Air Belgium (1979–2000)
Air Belgium was een Belgische luchtvaartmaatschappij.
De luchtvaartmaatschappij voerde in de jaren '80 en '90 internationale vluchten uit met passagiersvliegtuigen vanuit Brussels Airport. In 2000 werden alle vluchtactiviteiten stopgezet.

## Geschiedenis
Op 24 april 1979 werd Abelag Airways opgericht door de Belgische touroperator Sun International, zakenluchtvaartspecialist Abelag en Herfurth & Co.
Het bedrijf nam een Boeing 707 in gebruik en verhuurde ze dat jaar aan andere buitenlandse luchtvaartmaatschappijen.
In januari 1980 werd de Boeing 707 vervangen door een geleasede Boeing 737, die werd gebruikt om chartervluchten rond het Middellandse Zeegebied uit te voeren voor touroperator Sun International .
In januari 1980 stapte Abelag uit de onderneming waardoor de naam Abelag Airways verdween en de maatschappij op 15 februari 1980 werd omgedoopt tot "Air Belgium International". Met de naamswijziging hoopte Air Belgium dat het bedrijf meer passagiers vanuit buurlanden zou aantrekken.
Vanaf 1982 werd de huisstijl van Air Belgium aangepast. Het toenmalige nieuwe kleurenschema bestond uit zwarte Air Belgium -titels, geel en rood onderstreept. Op de romp en staart: zwart-geel-rode driekleur van de nationale vlag van België.
Tot oktober 1989 beschikte Air Belgium slechts over één eigen vliegtuig doorheen het jaar. Vanaf 1983 leasde Air Belgium tijdens het toeristisch hoogseizoen extra vliegtuigen van Sobelair en gebruikte deze in het eigen kleurschema op zijn eigen routenetwerk. Daarnaast exploiteerde het bedrijf in 1987 twee business jets van het type Dassault Falcon 20 namens DHL.
In het najaar van 1989 leasde Air Belgium een Boeing 757, waarmee vanaf 1990 de eerste trans-Atlantische vlucht van de maatschappij vanuit Brussel via Bangor naar Fort Lauderdale werd gemaakt. Vanaf 1991 volgden Miami, Curaçao, Punta Cana en Recife. In datzelfde jaar nam "Sobelair" een belang in Sun International en kwam zo in het bezit van 35% van de aandelen van Air Belgium.
Om de vliegtuigbezetting te optimaliseren, bood het bedrijf vanaf november 1991 lijnvluchten aan naar Palma de Mallorca en vanaf 1992 ook naar andere Zuid-Europese vakantiebestemmingen.
In 1995 stopte Air Belgium om economische redenen trans-Atlantische chartervluchten en verhuurde de Boeing 757 aan de Zweedse luchtvaartmaatschappij Sunways Airlines tot de leaseovereenkomst afliep. In hetzelfde jaar vervoerde het bedrijf 304.000 passagiers.
In 1998 werd Sun International en dochteronderneming Air Belgium verkocht aan de Britse groep Airtours, maar daarna ging het pijlsnel bergaf. Na de overname bleef Air Belgium aanvankelijk als een onafhankelijk bedrijf opereren. Vanaf 1999 gebruikte het bedrijf twee Airbus A320, die al in de kleuren van het Britse zusterbedrijf Airtours International waren geschilderd.
Op 31 oktober 2000 was Air Belgium volledig geïntegreerd in de luchtvaartmaatschappij Airtours International en stopte het zijn eigen vluchtactiviteiten. De bestaande Belgische lijnen werden opgeslorpt door Sobelair.

## Vloot
- 1 Boeing 707-300C OO-ABA (1979 geëxploiteerd door Abelag Airways)
- 3 Boeing 737-200 OO-ABB (1980 tot 1982), OO-RVM (zomer 1982), OO-PLH (1982 tot 1986) en andere korte-termijn lease van Sobelair-vliegtuigen.
- 2 Boeing 737-300 OO-ILF (1986 tot 1988) en OO-ILK[9] (1996 tot 1999)
- 2 Boeing 737-400 OO-ILH (1988 tot 1991) en OO-ILJ[9] (1991 tot 2000)
- 1 Boeing 757-200 OO-ILI[9] (1989 tot 1995)
- 2 Dassault Falcon 20 OO-STE en OO-STEF (geëxploiteerd in 1987 voor DHL)
- 2 Airbus A320-200 OO-AEY en OO-AEZ (vanaf 1999 in kleuren van Airtours International)

Op het moment van stopzetting van de activiteiten bestond de vloot van het bedrijf uit twee Airbus A320- en één Boeing 737-400-vliegtuig.

## Impressie

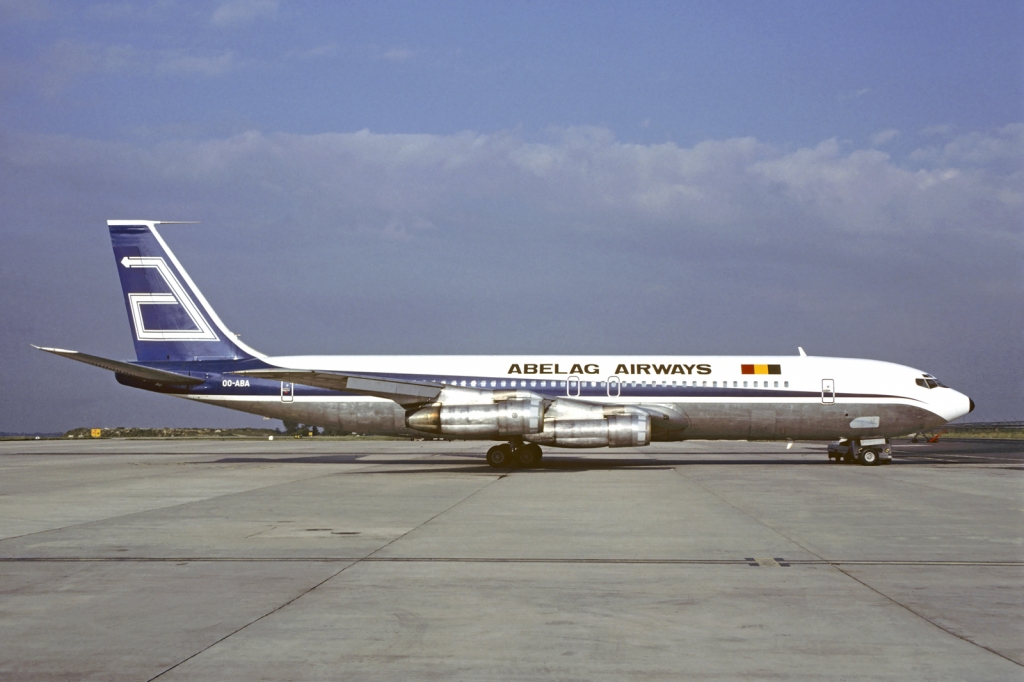
Abelag Airways Boeing 707-351C (1979)
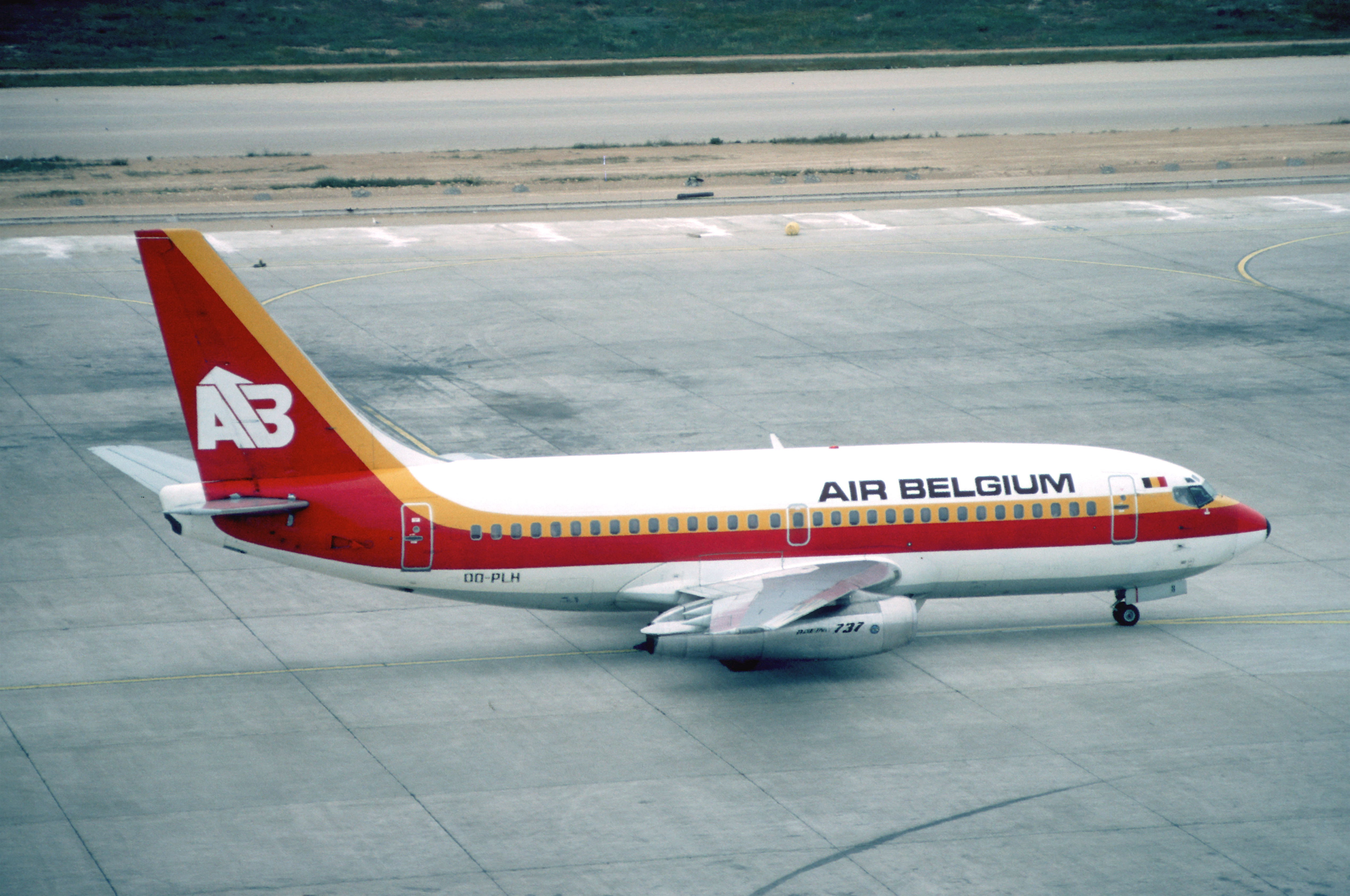
Boeing 737-247 in Brussel (1984)
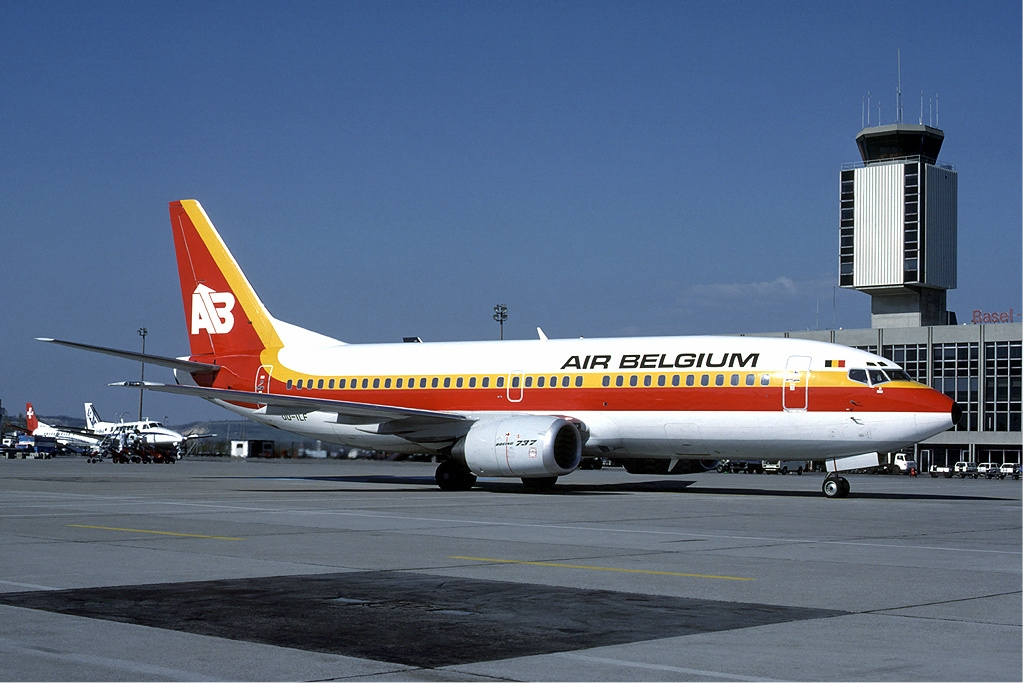
Boeing 737-300 op Euroairport (1987)
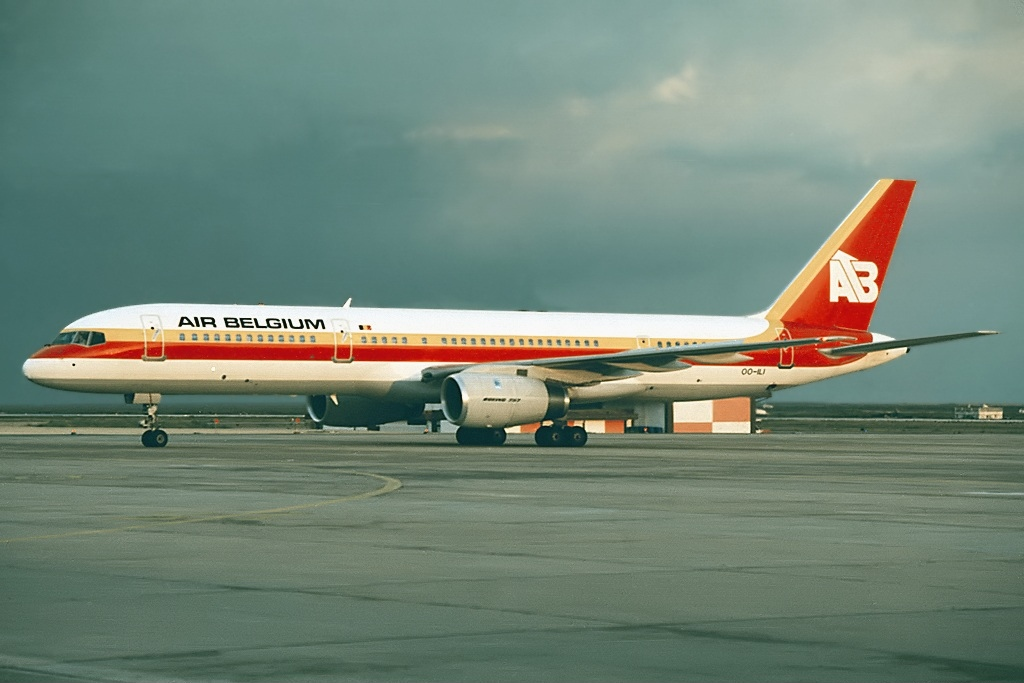
Boeing 757-23A te Faro (1989)
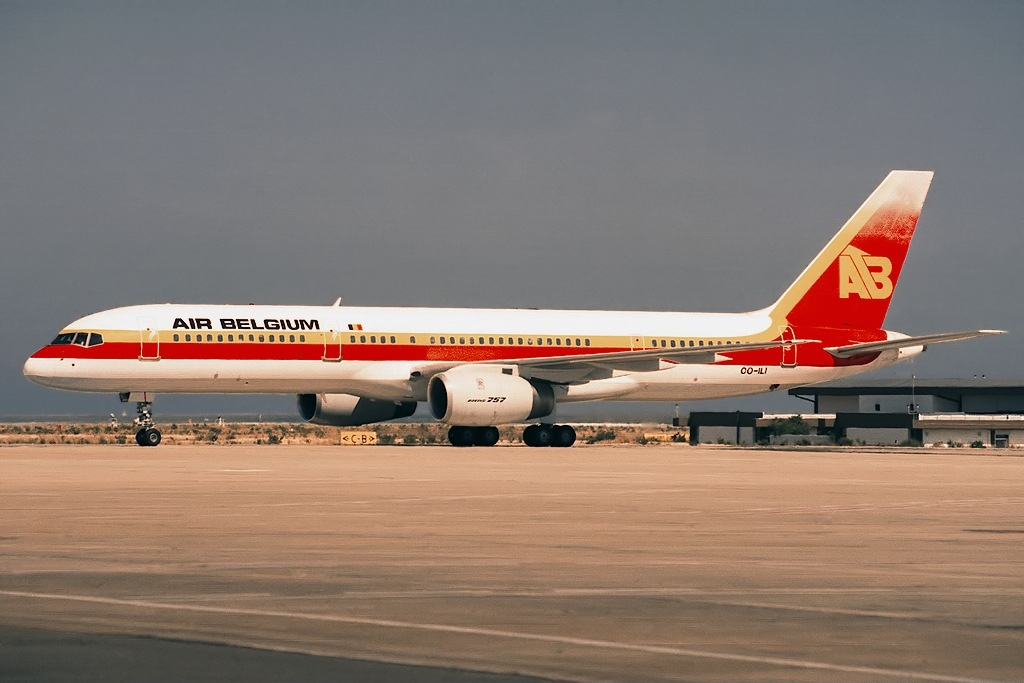
Boeing 757-23A te Faro (1994)
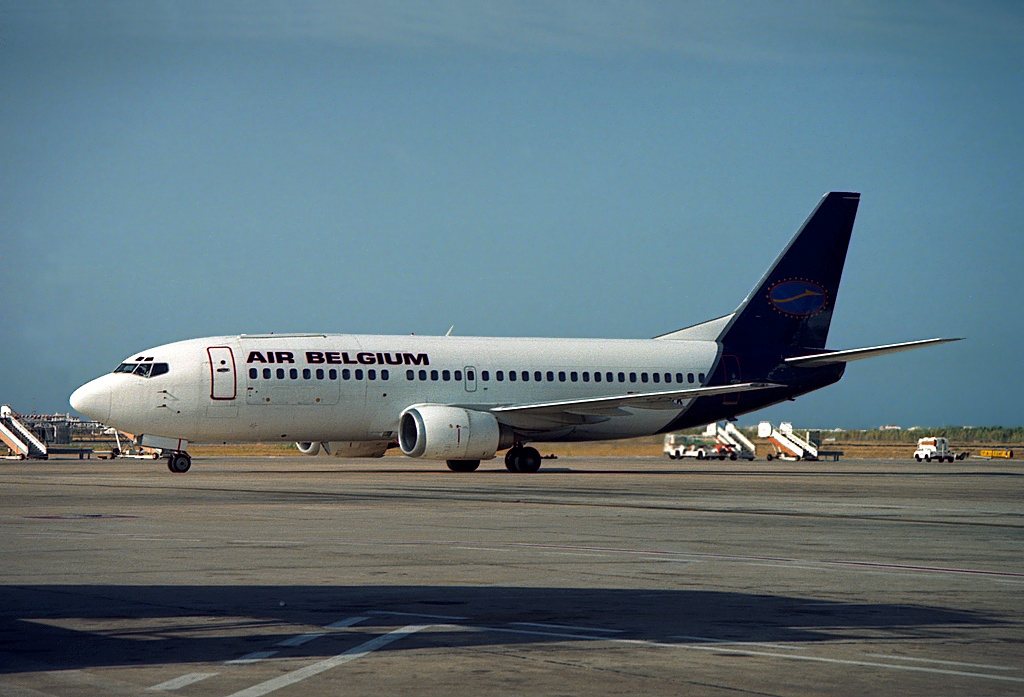
Boeing 737-3Q8 op Faro (1996)
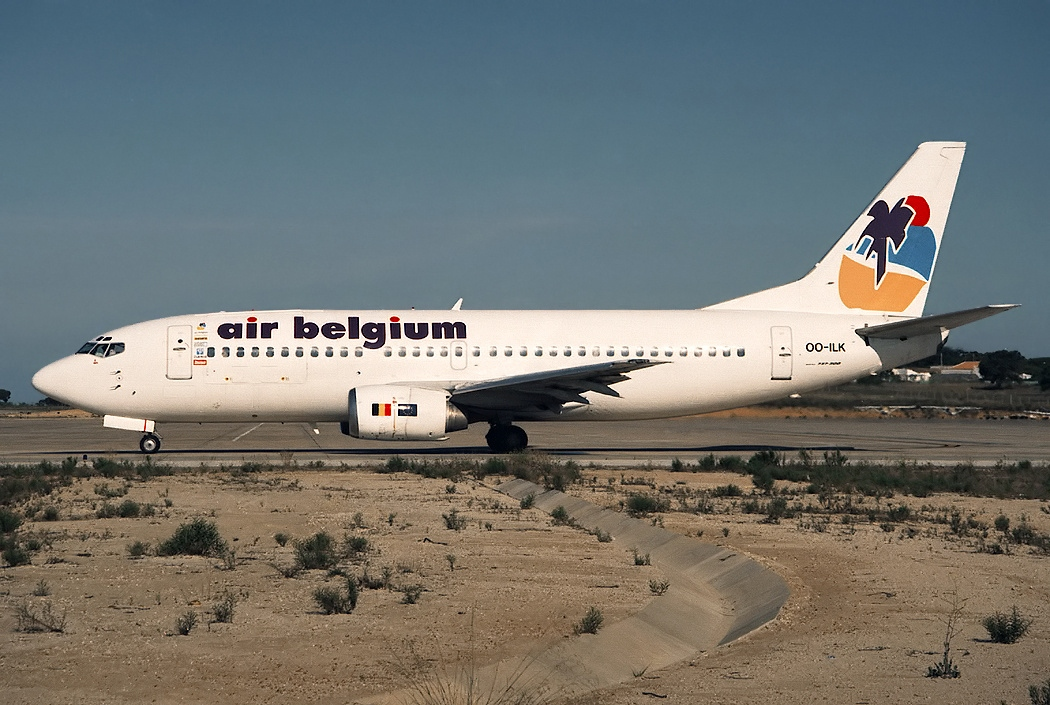
Boeing 737-3Q8 te Faro (1997)
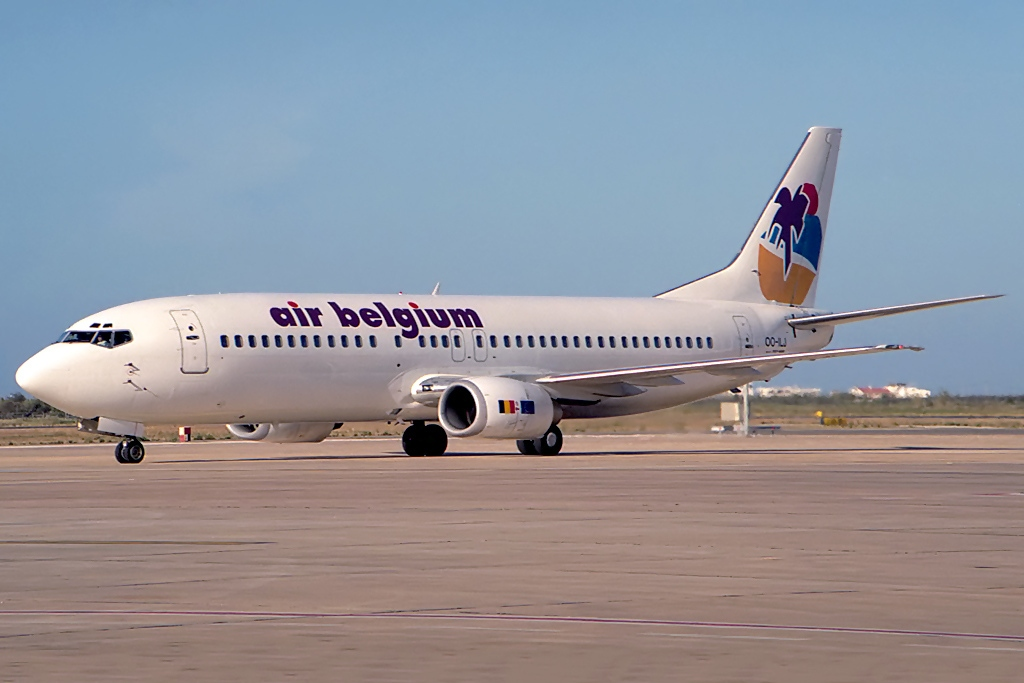
Boeing 737-46B van Air Belgium op Faro (1998)
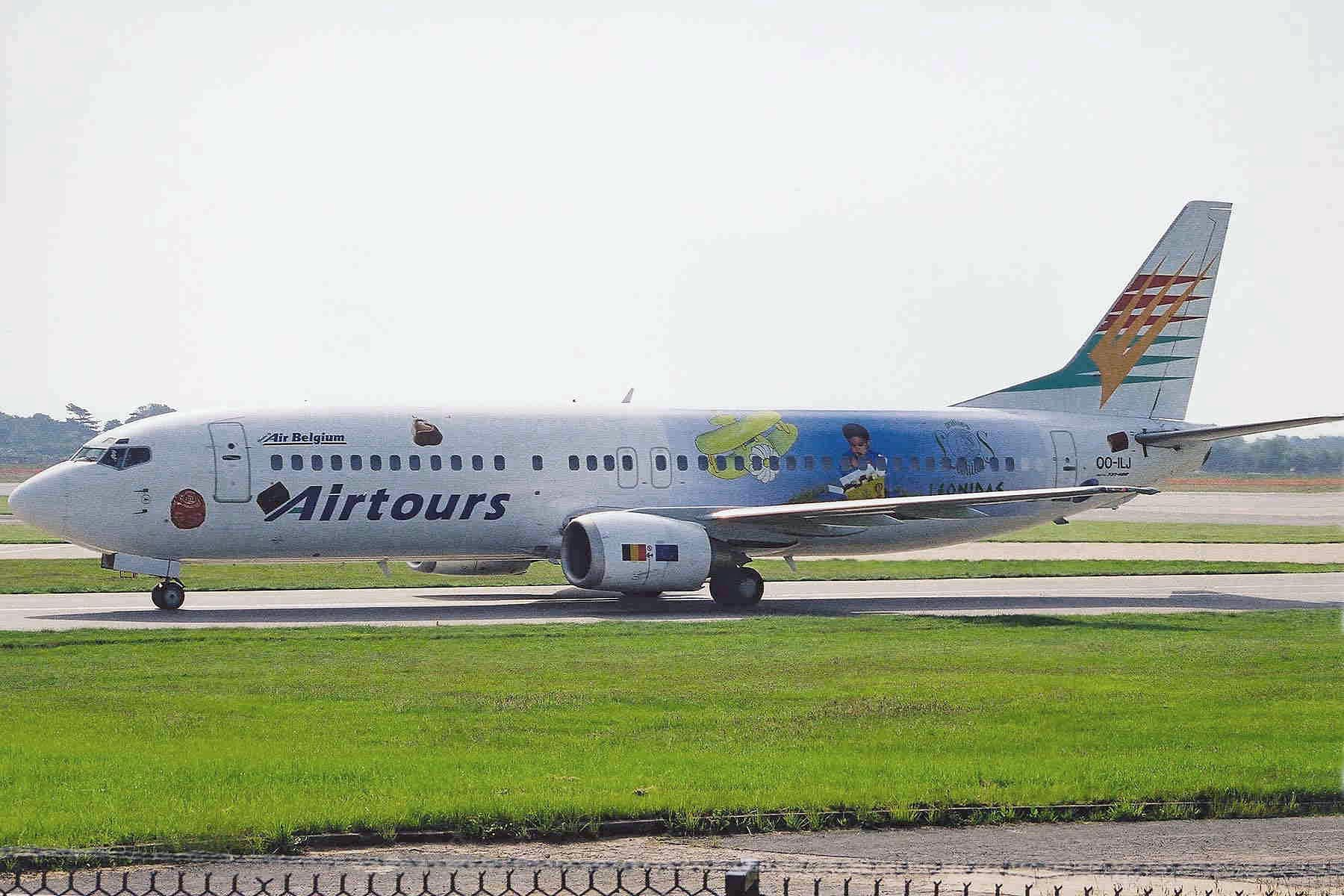
Een vliegtuig van Air Belgium in Airtours-kleuren